# (10395) Jirkahorn
(10395) Jirkahorn – planetoida z pasa głównego asteroid okrążająca Słońce w ciągu 3 lat i 301 dni w średniej odległości 2,44 j.a. Została odkryta 23 września 1997 roku. Przed nadaniem nazwy planetoida nosiła oznaczenie tymczasowe (10395) 1997 SZ1.